# Abrocoma boliviensis
Abrocoma boliviensis là một loài động vật có vú trong họ Abrocomidae, bộ Gặm nhấm. Loài này được Glanz & Anderson mô tả năm 1990.

## Phân bố
Loài này chỉ được tìm thấy ở Manuel María Caballero, Bolivia. Môi trường sống tự nhiên của chúng là vùng núi đá của các khu rừng mây trong lãnh thổ Bolivia. Chúng ăn thực vật và sống trong hang.